# JS Wakasa (AGS-5104)
Le JS Wakasa (AGS-5104) est un bâtiment hydrographique de classe Futami, navire auxiliaire de la Force maritime d'autodéfense japonaise. Il porte le nom de la baie de Wakasa.

## Historique
La pose de la quille du Wakasa a été effectué le 21 août 1984 au chantier naval Hitachi Zosen à Maizuru en tant que navire d'observation de l'océan prévu en 1983, lancé le 21 mai 1985. Il a été mis en service le 25 février 1986 et il est maintenant sous le contrôle direct du groupe d'opérations maritimes et de soutien anti-sous-marin et déployé à Yokosuka.
Il est le deuxième navire de type Futami, réalisé sept ans plus tard que le premier, Futami, et a été repensé pour diverses parties techniques. Bien que de nombreuses pièces ne soient pas divulguées en raison des tâches qui leur sont assignées, le remplacement du moteur et l'augmentation de la capacité ont été réalisés. Dans le plan de 2015, un budget pour l'extension de l'âge du navire a été accordé et l'extension de l'âge du navire a été réalisée pendant environ 10 ans.

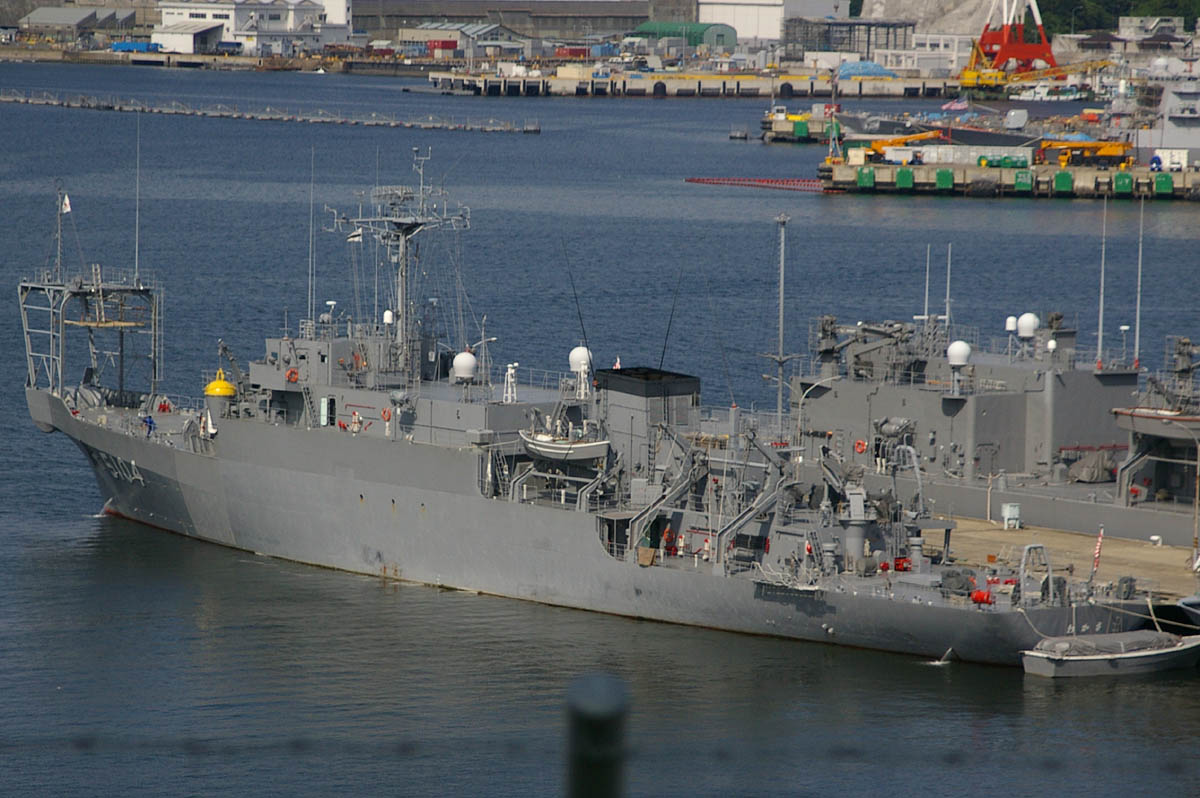
SJ Wakasa
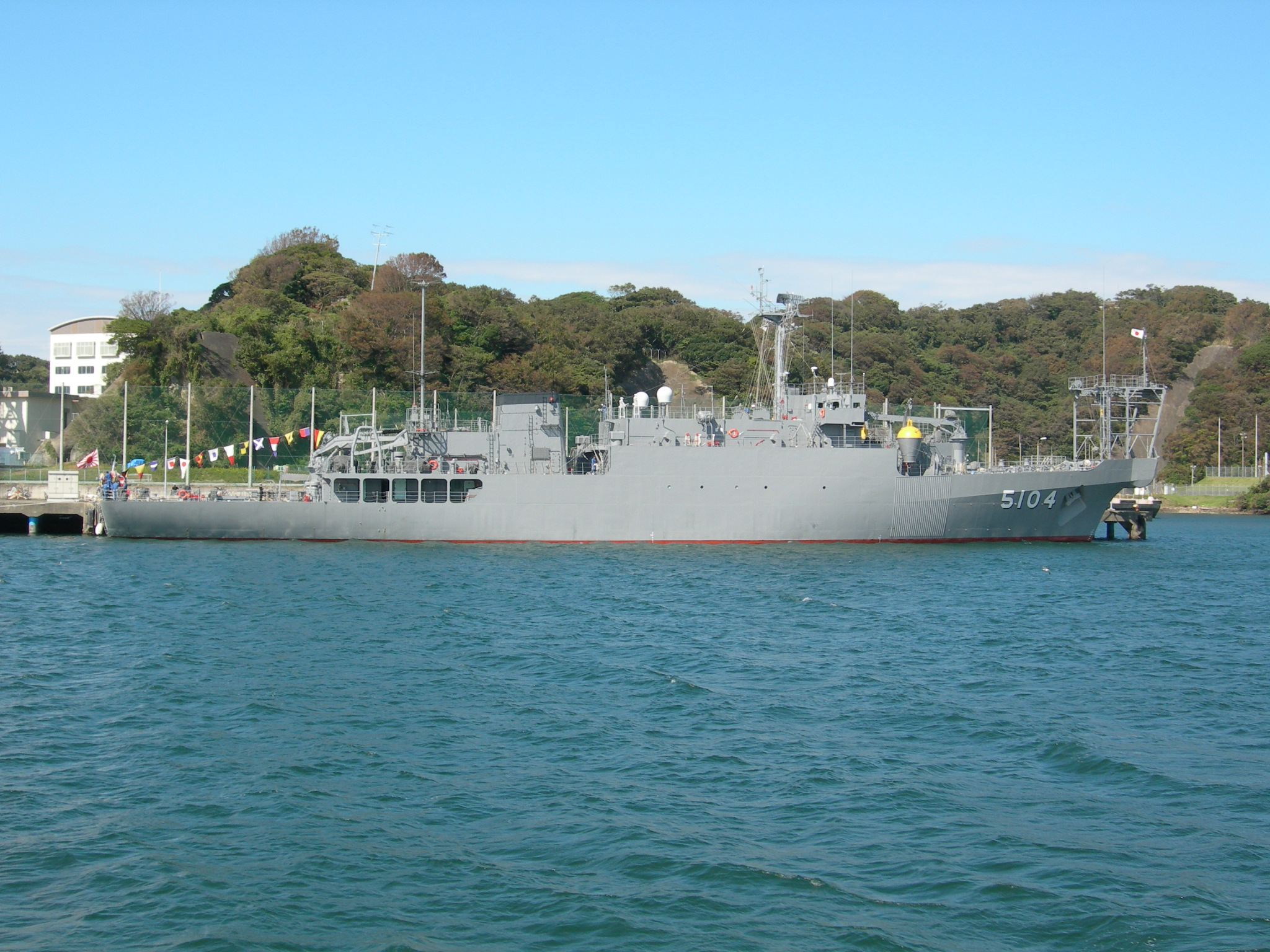
JS Wakasa
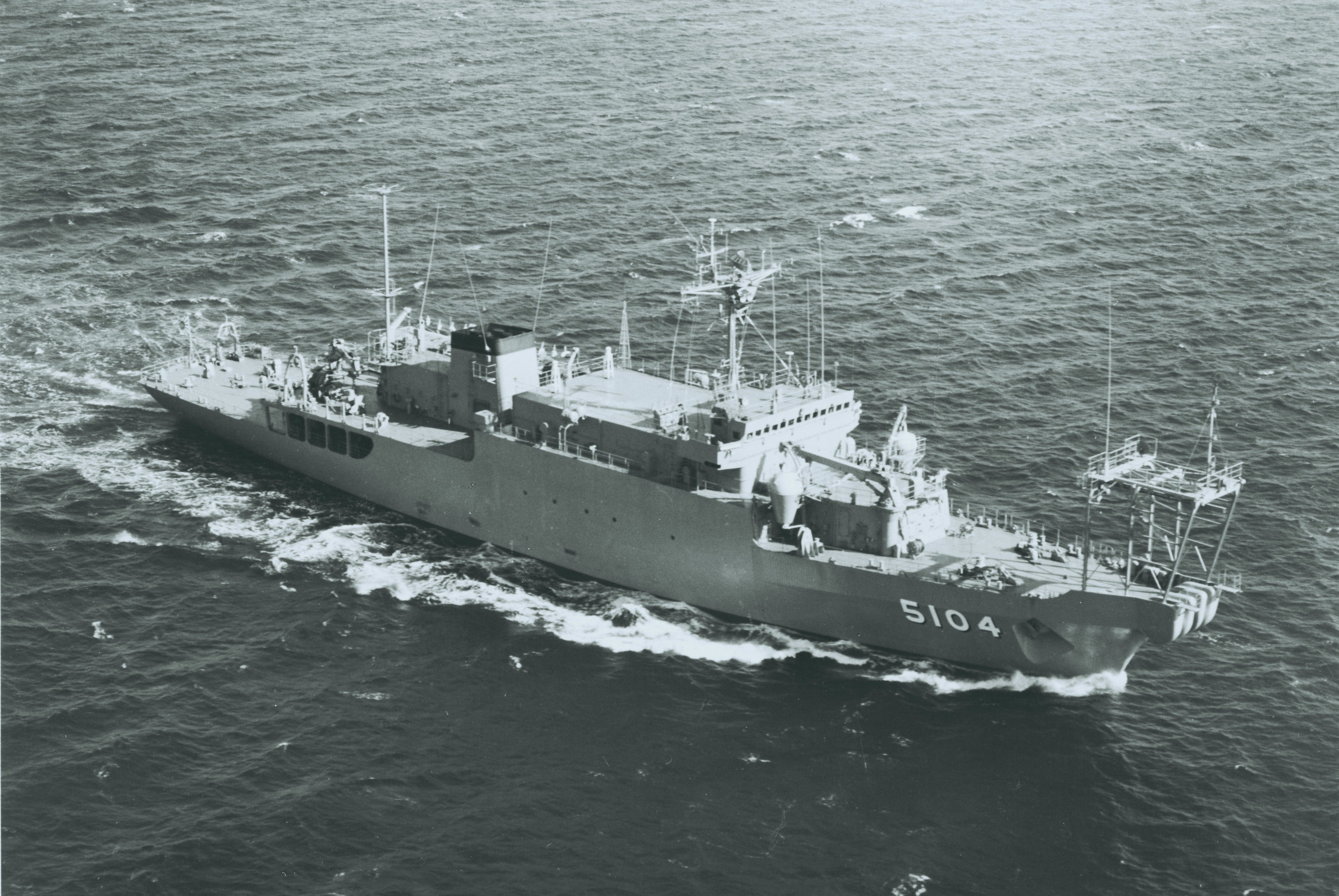
SJ Wakasa

### Note et référence
- (ja) Cet article est partiellement ou en totalité issu de l’article de Wikipédia en japonais intitulé « わかさ (海洋観測艦) » (voir la liste des auteurs).